# 氟化钕
氟化钕是一种无机化合物，化学式为NdF3。

## 制备
氟化钕可由NdCl3或Nd2(CO3)3和40%氢氟酸反应得到：
NdCl3 + 3 HF → NdF3↓ + 3 HCl
Nd2(CO3)3 + 6 HF → 2 NdF3 + 3 H2O + 3 CO2↑
硝酸钕和氟硼酸钠在200 °C进行水热反应，也能制得NdCl3。